# 黃廷寶 (萬曆進士)
黃廷寶（1552年—？），字善卿，號屺瞻，江西撫州府臨川縣人，民籍，明朝政治人物。

## 生平
萬曆元年（1573年）癸酉科江西鄉試第二十四名舉人，十一年（1583年）中式癸未科會試第一百四十八名，三甲第二百四十七名進士。刑部觀政，丁憂，十五年（1587年）授工部主事，差杭州抽分，二十年（1592年）升員外郎，同年出為雲南按察司僉事，二十三年（1595年）升四川布政使司參議，二十六年（1598年）升山東按察司副使。

## 家族
曾祖黃玉琦；祖父黃鑰，封大理寺右寺副；父黃統。母周氏；繼母饒氏。具慶下。